# Nicola Belletti
Nicola Belletti (Cesena, 15 febbraio 1782 – Foligno, 21 settembre 1864) è stato un vescovo cattolico italiano.

## Biografia
Nicola Belletti nacque a Cesena nel 1782. Fu nominato vescovo di Acquapendente da papa Pio VIII e ricevette la consacrazione episcopale dalle mani del cardinale Pietro Francesco Galleffi e dei patriarchi Giuseppe della Porta Rodiani e Lorenzo Girolamo Mattei.
Il 19 giugno 1843 fu trasferito alla diocesi di Foligno. Fu autore di vari scritti e di un libro di memorie. Rivestì anche l'incarico di canonico della cattedrale di San Feliciano in Foligno.
Nel 1856 fu colpito da paralisi che gli impedì di scrivere. Morì nel 1864.

## Archivio
Il fondo archivistico del vescovo Belletti è conservato nell'archivio del capitolo della cattedrale di Foligno, ed è stato inventariato per la prima volta nel 1916 da monsignor Michele Faloci Pulignani. Vi sono contenuti nove diari di memorie autobiografiche che coprono quasi tutta la sua vita, dal 1782 al 1856; un libro delle entrate e delle spese giornaliere diocesane di Foligno (1843-1854); notificazioni, editti e pastorali diocesani (1843-1864); oltre che vario materiale documentario, tra allocuzioni, omelie pastorali, discorsi, libri e opuscoli a stampa.

## Genealogia episcopale
La genealogia episcopale è:
- Cardinale Scipione Rebiba
- Cardinale Giulio Antonio Santori
- Cardinale Girolamo Bernerio, O.P.
- Arcivescovo Galeazzo Sanvitale
- Cardinale Ludovico Ludovisi
- Cardinale Luigi Caetani
- Cardinale Ulderico Carpegna
- Cardinale Paluzzo Paluzzi Altieri degli Albertoni
- Papa Benedetto XIII
- Papa Benedetto XIV
- Papa Clemente XIII
- Cardinale Bernardino Giraud
- Cardinale Alessandro Mattei
- Cardinale Pietro Francesco Galleffi
- Vescovo Nicola Belletti